# كلية السلامة (أستراليا)
كلية السلامة مدرسة إسلامية خاصة واقعة في تشيستر هيل، نيو ساوث ويلز في أستراليا. طور مشروع كلية السلامة جمعية الأحباش الخيرية الإسلامية. شعار المدرسة: التعليم. الإيمان. الانضباط.
جمعية الأحباش الإسلامية أسست كلية الأمانة أيضا، في بانكستاون وليفربول.
شرعت كلية السلامة سنتها الأولى لكي -8 في 2012. بعد أن توسعت، أصبحت تعلم كي -10. الحرم الجامعي يحتوي ساحة كرة قدم وبركة وساحات تنس ومسجدا. الحرم الجامعي فيه أكثر من 700 طالب في المرحلتين الابتدائية والثانوية. يعمل في المدرسة أكثر من 100 موظّف. تقع الكلية بالقرب من (دار الفتوى) ومحطة إذاعة 2 إم إف إم.
في حزيران عام 2016 أفادت تقارير بأن عدد الطلاب سيزيد خمسة أضعاف، وهناك مخطط متفق عليه بـ (27) مليون دولار لبناء قاعات دروس جديدة، ومركز رعاية الطفولة ومركز رياضي.